# Pindan

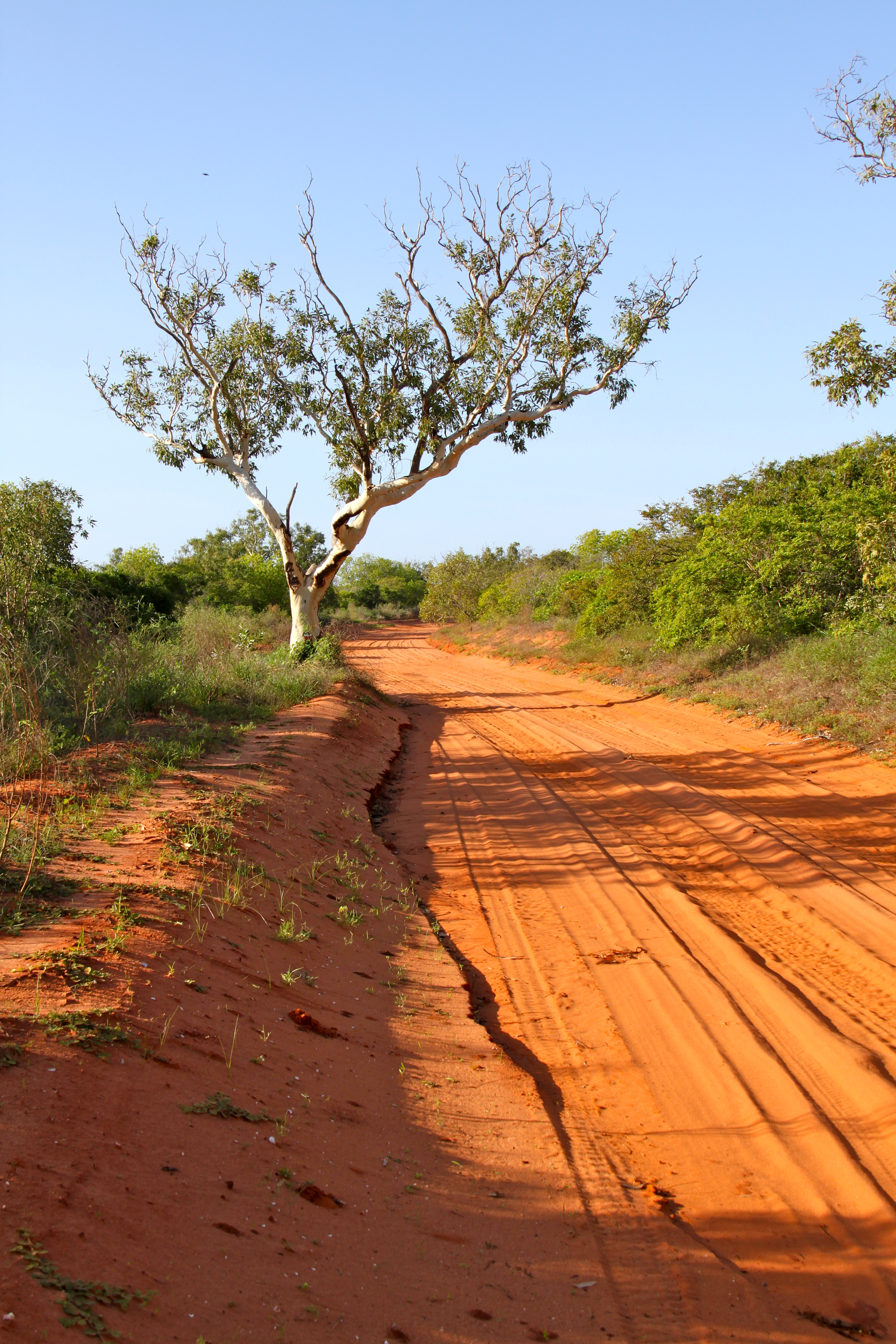
Fotografía de un Pindam.

Pindan es el nombre que recibe el terreno rojizo en el suroeste de la región de Kimberley, Australia Occidental. La etimología del término se remonta a 1884 cuando fue nombrado por primera vez en el periódico Perth Inquirer. Tal término procede de un dialecto local y se refiere tanto al suelo arenoso como a la vegetación.

## Geografía
El Pindan es un terreno arenoso que abarca Dampierland (incluido la península de Dampier y el interior) hasta Broome y Roebuck Bay, zona costera que se extiende hacia el suroeste de la bahía y la playa adyacente de Eighty Mile. Debido al clima monzónico y a la humedad del verano con inviernos secos, es frecuente que el terreno se vuelva pantanoso conservando su característico color rojizo.

## Flora y fauna
En sentido botánico, el pindan forma una zona de transición entre la humedad boscosa tras las precipitaciones monzónicas de North Kimberley y el Gran Desierto Arenoso del sureste mostrando una variedad de especies aclimatadas tanto a la humedad como al terreno árido. Es común encontrar vegetación de tamaño medio dominado por acacias, eucaliptos y pequeños arbustos aparte de hierba desperdigada. Durante la época de sequía (de abril a noviembre) la vegetación se marchita y el terreno comienza a agrietarse, mientras que durante la temporada húmeda (de diciembre a marzo) la flora vuelve a crecer y con ello la fauna salvaje que aprovecha la abundancia de la zona.
El área comprende dos zonas, la alta donde se asemeja más a una sabana mientras que la inferior se ve afectada por las riadas durante la temporada de lluvias. El follaje puede alcanzar alturas entre los 3 y los 8 metros; en cuanto a los árboles, son pequeños y de raíces poco profundas que a menudo son arrancados ya sea por la acción del hombre o por inclemencias meteorológicas. En 1926, el explorador noruego Knut Dahl describió en su libro: In Savage Australia que el pindan es como un "bosque herido" a causa de su aparente uniformidad y "vegetación atrofiada".